# Lois fondamentales du royaume de France
Pour les articles homonymes, voir Loi fondamentale.

Grandes armes de France.

Les lois fondamentales du royaume de France sont des règles coutumières de droit public générales, ayant trait à la nature du royaume de France, qui s'imposaient au roi de France et au Parlement dès le début du règne d'Hugues Capet en 987. Le royaume n'ayant jamais disposé d'une constitution écrite, ces principes fondamentaux ont tenu lieu de constitution non-écrite.
Dès lors qu'elles constituent des règles coutumières, les lois fondamentales ne sont pas écrites et sont constatées au fil du temps. Elles déterminent notamment les critères permettant de désigner le successeur légitime au trône de France selon la dévolution de la couronne de France.

## Généralités
Souvent appelées « lois du Royaume », elles sont qualifiées vers 1575 de « lois fondamentales du royaume » pour les distinguer des lois du roi. Cette distinction introduit une hiérarchie des normes dans le droit de l'Ancienne France : d'une part les lois du Roi, et d'autre part les lois du Royaume auxquelles les premières doivent impérativement se soumettre. Ce fut le rôle constitutionnel du Parlement de Paris de veiller à ce que cette hiérarchie soit maintenue et respectée (on peut y voir le principe d'une cour constitutionnelle, même si les attributions judiciaires du Parlement s'étendaient bien au-delà), ce qui provoqua de nombreuses tensions au XVIIIe siècle entre le roi et ses parlements. Lors de son sacre, le roi de France s'engage à s'y soumettre et à les maintenir.
Jamais codifiées mais pour une grande part constatées et figurées par un certain nombre de régalias ou de cérémonials (comme ceux du sacre ou du palais) et formulées en adages ou en maximes, les lois fondamentales du royaume définissent non seulement l'étendue et les limites du pouvoir du roi de France, et les règles de dévolution de la couronne, mais aussi les libertés fondamentales des personnes et de toutes les communautés (territoriales, religieuses, laïques, etc.) qui en dépendent.
Jean Bodin, dans Les Six Livres de la République (1576), soutient que le roi doit avoir le droit de faire et casser les lois par sa seule volonté, mais est tenu de respecter les lois fondamentales du royaume (leges Imperii), qui sont selon lui d'une nature spéciale. Il n'en relève, à son époque, que deux : la loi salique de succession au trône, et la loi de l'inaliénabilité du domaine royal.
Le mode de désignation des rois était à l'origine l'élection, comme en général pour tous les héritiers dans les sociétés traditionnelles. Ce système a laissé la place en France à des règles de succession qui ont d'abord admis le partage de la royauté entre plusieurs héritiers. C'est le cas chez les Carolingiens, en particulier après le traité de Verdun, conclu en 843 entre les fils de Louis le Pieux, Lothaire Ier, Louis II le Germanique, Charles II le Chauve, qui s'entendent pour morceler l'Empire d'Occident. Ensuite, à la désignation du successeur par le roi parmi ses fils, puis la dévolution légale au seul fils aîné, avec une élection qui s'est progressivement réduite à la participation au sacre des douze pairs de France (représentants des douze grands fiefs de la couronne) et à une acclamation populaire lors du couronnement. À partir de Philippe-Auguste, la règle de l'hérédité est établie. L'avantage de cette réduction de l'élection à un mécanisme légal étant d'éviter les infanticides et les guerres de succession entre les différents partis des candidats, guerres d'autant plus féroces que les femmes et les concubines royales y étaient parties prenantes.

## Règles générales coutumières

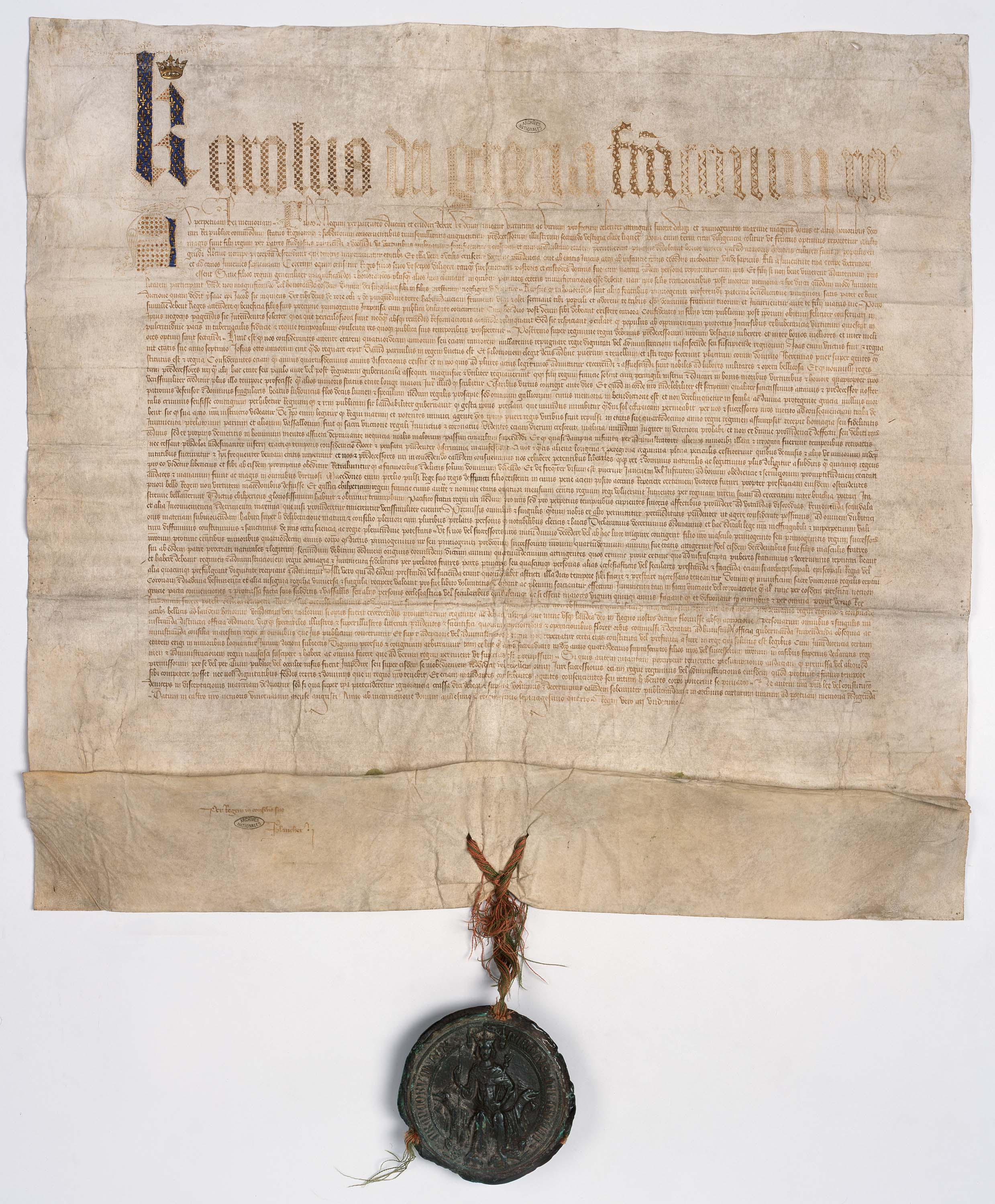
Ordonnance du roi Charles V fixant la majorité des rois de France à 14 ans et l'organisation de la régence. Archives nationales AE-II-395.

Au cours de l'Histoire de France et depuis le début du règne de Clovis en 496, plusieurs règles coutumières visant à déterminer le successeur légitime au trône de France ont été constatées parmi lesquelles figurent, en synthèse, selon le docteur en droit Guy Augé : la succession au trône par le droit selon l'hérédité et la primogéniture masculine, l'indisponibilité de la Couronne, la dévolution instantanée de la Couronne et l'inaliénabilité du domaine royal.

### Application de la loi salique
L'applicabilité de la loi salique à la dévolution de la Couronne est vraisemblablement la « loi fondamentale » la mieux connue de nos jours,,.
Selon la règle de succession établie par la loi salique, à savoir l'hérédité et la primogéniture masculine, la Couronne est transmise par voie d'hérédité, de mâle en mâle, excluant les femmes et leur descendance, par l'aîné des Capétiens, qui est le descendant direct et plus proche de Hugues Capet.
Cette règle a notamment été appliquée par le Parlement de Paris dans son arrêt Lemaître afin d'exclure le risque que la Couronne puisse revenir à un souverain étranger et donc d'éviter la soumission de la France à une puissance étrangère. Le Parlement de Paris s'en servira à nouveau pour casser, à son propre profit, le testament de Louis XIV à sa mort,.

### Indisponibilité de la Couronne
La Couronne est indisponible, ce qui signifie que le roi (ni un conseil ou toute autre personne) ne peut ni désigner son successeur, ni changer l'ordre de succession défini selon la loi fondamentale, ni renoncer à ses droits ou abdiquer.

### Dévolution instantanée de la Couronne
Selon Guy Augé, « la Couronne de France est instantanément dévolue (...). C’est pourquoi le sacre, qui demeure une importante cérémonie morale, religieuse, politique même, n’est pas juridiquement constitutif de la royauté comme il l’était sous les Carolingiens et sous les premiers Capétiens. Il est simplement déclaratif, il consacre aux yeux du public ce que la force de la coutume seule a créé, il investit le successeur nécessaire de grâces d’état pour l’accomplissement de sa haute mission. Mais depuis le début du XVe siècle au moins, le sacre n’est plus créateur en droit de même que, sur le plan théologique, il n’est plus un sacrement, depuis que la réforme grégorienne des XIe – XIIe siècles a explicité les bases canoniques de ce sujet ».
Il doit exister en tout temps un successeur légitime au trône de France et il ne peut pas y avoir de rupture dans la succession. Précisément, lorsque le roi décède, l'héritier du trône désigné selon les lois fondamentales devient, immédiatement et de facto, le nouveau roi de France.
Cette règle est résumée généralement par l'expression : « le roi est mort, vive le roi ».
Cependant, en cas de vacance du pouvoir en raison des circonstances politiques (exil, minorité, incapacité), la royauté peut être exercée par un régent, généralement la reine ou un conseil.
Cette règle fut établie progressivement, au départ le royaume de France était une monarchie élective avec parfois une séparation du pouvoir royal entre les fils du roi, cette règle fut utilisée par les mérovingiens et les carolingiens jusqu'au traité de Verdun. A partir de Hugues Capet, les rois avaient pour habitudes de faire élire et sacrer leurs fils de leurs vivants pour assurer la succession, Philippe Auguste ne fit cependant pas sacrer son fils qui fut reconnu comme roi à la mort de son père sous le nom de Louis VIII ce qui mis fin de fait à la monarchie élective.

### Inaliénabilité du domaine royal
Cette règle découle de celle de l'indisponibilité. En effet, le roi n'étant pas propriétaire de la Couronne, il est considéré comme usufruitier viager du domaine royal, c'est-à-dire le territoire qui relève directement de son autorité. Le territoire est donc invendable et inviolable. Depuis le traité du Madrid de 1526 et la décision du parlement de Paris à son sujet, on considéra que les habitants des provinces cédées non valablement par le roi demeuraient naturels Français.  

### Catholicité
Le roi doit être sacré selon le rite catholique et la religion catholique est intrinsèque à la Couronne de France. Cette question fut soulevée par les Etats généraux de 1593 sur la succession de Henri III, dans la mesure où  Henri IV n'était pas catholique la légalité de son règne fut contestée jusqu'à sa conversion.